# Quilles du pays Glazig
Le jeu de quilles du pays Glazig (ou Glazik) est un jeu de quilles joué en Bretagne dans le Pays Glazik (Finistère).

Il est inscrit à l’Inventaire du patrimoine culturel immatériel en France.

## Historique
Ce jeu est une variante régionale des jeux de quilles bretons. Il fut surement créé pour marquer l’identité d’un territoire et se différencier des autres jeux de quilles. Jusqu’au années 1950, il était très pratiqué dans les cafés, mais aussi dans le cercle familial. 
Aujourd’hui, il est toujours joué lors de célébrations locales, en particulier le jour du pardon.

## Description
Ce jeu de quille se pratique en individuel, mais des variantes du jeu par équipe sont régulièrement organisées, afin de rendre cela plus convivial. Chaque joueur a la possibilité de lancer deux fois sa boule à partir d’un espace délimité par un ancien cercle de roue de charrette. Le but est de renverser le plus de quilles possible, sachant qu’elles sont au nombre de neuf, disposées en carré. La quille centrale est un peu plus grande que les autres. Elles valent chacune un point. 
Après chaque lancer, les quilles tombées ne sont pas ôtées ou relevée. Cela implique qu’il faut les prendre en considération pour le prochain lancer afin qu’elles ne coincent pas la boule. En effet, la boule coincée sur le quillier provoque l’annulation du lancer. Le lancer doit être direct et ne doit pas sortir du plancher prévu à cet effet. Il y a « relève » quand toutes les quilles sont abattues d’un seul lancer. Cela vaut 18 points. À ce moment-là, le joueur obtient un troisième lancer.